# Monte Linas - Marganai
Monte Linas - Marganai este o arie protejată (arie specială de conservare — SAC, sit de importanță comunitară — SCI) din Italia întinsă pe o suprafață de 23.673 ha, integral pe uscat.

## Localizare
Centrul sitului Monte Linas - Marganai este situat la coordonatele 39°23′38″N 8°38′13″E / 39.393889°N 8.636944°E.

## Înființare
Situl Monte Linas - Marganai a fost declarat sit de importanță comunitară în septembrie 1995 pentru a proteja 2 specii de plante și 27 de specii de animale. Situl a fost protejat și ca arie specială de conservare în aprilie 2017.

## Biodiversitate
Situată în ecoregiunea mediteraneană, aria protejată conține 18 habitate naturale: Galerii de Salix alba și de Populus alba, Phrygana endemică cu Euphorbio-Verbascion, Pante stâncoase silicioase cu vegetație casmofită, Tufărișuri termo-mediteraneene și de pre-deșert, Păduri de Quercus ilex și Quercus rotundifolia, Păduri de Quercus suber, Galerii și tufărișuri riverane sudice (Nerio-Tamaricetea și Securinegion tinctoriae), Lande oro-mediteraneene cu formațiuni endemice de grozamă, Râuri mediteraneene cu debit intermitent, cu specii de Paspalo-Agrostidion, Peșteri inaccesibile publicului, Matorral arborescenți cu Juniperus spp., Grohotișuri termofile și vest-mediteraneene, Păduri aluvionare cu Alnus glutinosa și Fraxinus excelsior (Alno-Padion, Alnion incanae, Salicion albae), Pante stâncoase calcaroase cu vegetație casmofită, Pseudostepă cu ierburi și specii anuale de Thero-Brachypodietea, Păduri mediteraneene de Taxus baccata, Păduri de Olea și Ceratonia, Dehesas cu Quercus spp. perene.
La baza desemnării sitului se află mai multe specii protejate:
- plante (2): Brassica insularis, Linum mulleri
- păsări (10): uliu porumbar (Accipiter gentilis arrigonii), Alectoris barbara, fâsă-de-câmp (Anthus campestris), acvilă de munte (Aquila chrysaetos), caprimulg (Caprimulgus europaeus), șoim călător (Falco peregrinus), sfrâncioc roșiatic (Lanius collurio), ciocârlie de pădure (Lullula arborea), Sylvia sarda, silvie de tufiș (Sylvia undata)
- amfibieni (2): Discoglossus sardus, Speleomantes genei
- mamifere (8): Cervus elaphus corsicanus, liliac cu aripi lungi (Miniopterus schreibersii), liliac cu picioare lungi (Myotis capaccinii), Myotis punicus, muflon (Ovis aries musimon), liliacul mare cu potcoavă (Rhinolophus ferrumequinum), liliacul mic cu potcoavă (Rhinolophus hipposideros), liliacul cu potcoavă a lui méhely (Rhinolophus mehelyi)
- nevertebrate (2): croitorul mare al stejarului (Cerambyx cerdo), Papilio hospiton
- pești (1): salmo cettii (Salmo cetti)
- reptile (4): țestoasa de baltă (Emys orbicularis), Euleptes europaea, Testudo graeca, Testudo marginata

Pe lângă speciile protejate, pe teritoriul sitului au mai fost identificate 102 specii de plante, 57 de specii de păsări, 3 specii de amfibieni, 9 specii de mamifere, 1 specie de nevertebrate, 8 specii de reptile.